# 鈴鹿農業協同組合
鈴鹿農業協同組合（すずかのうぎょうきょうどうくみあい、通称:JA鈴鹿）は、三重県鈴鹿市に本店を置く農業協同組合。1989年（平成元年）4月に、鈴鹿市、亀山市、鈴鹿郡関町（当時）にあった7つの農協が合併して発足した。